# Mézontófűformák
A mézontófűformák (Hydrophylloideae) a valódi kétszikűek (eudicots) asterids kládjának euasterids I csoportjába  sorolt borágófélék (Boraginaceae) családjának egyik alcsaládja mintegy tucatnyi nemzetséggel. A molekuláris genetikai vizsgálatok alapján a taxon valószínűleg monotipikus, de besorolása, sőt, rendszertani felosztása sem egyértelmű. Több szerzőnél is az itt megadottól jelentősen eltérő nemzetségekkel találkozhatunk.
Az alcsalád tudományos nevét (magyar nevétől eltérően) típusnemzetségéről, a vízlevélről (Hydrophyllum) kapta. Magyar forrásokban is találkozhatunk ennek tükörfordításával, a taxont gyakran említik különféle, a „vízlevél” alapszóból képzett neveken.

## Származásuk, elterjedésük
Észak-Amerikában, a pacifikus–észak-amerikai flóraterületen fejlődtek ki. A legtöbb fajuk Kaliforniában él. Mérsékelt égöviek, bár egyes rendszerezők közéjük sorolják a neotropikus Wigandia nemzetséget is.
Egyes, termesztésbe vont fajaikat — pl. varádicslevelű mézontófű (Phacelia tanacetifolia) — az Antarktisz kivételével minden kontinensen megtaláljuk.

## Megjelenésük, felépítésük
Lágyszárúak. Virágaik feltűnőek. termésük tok.

## Életmódjuk, termőhelyük
Egynyári növények. Virágaikat rovarok porozzák be.